# Misiones Pedagógicas

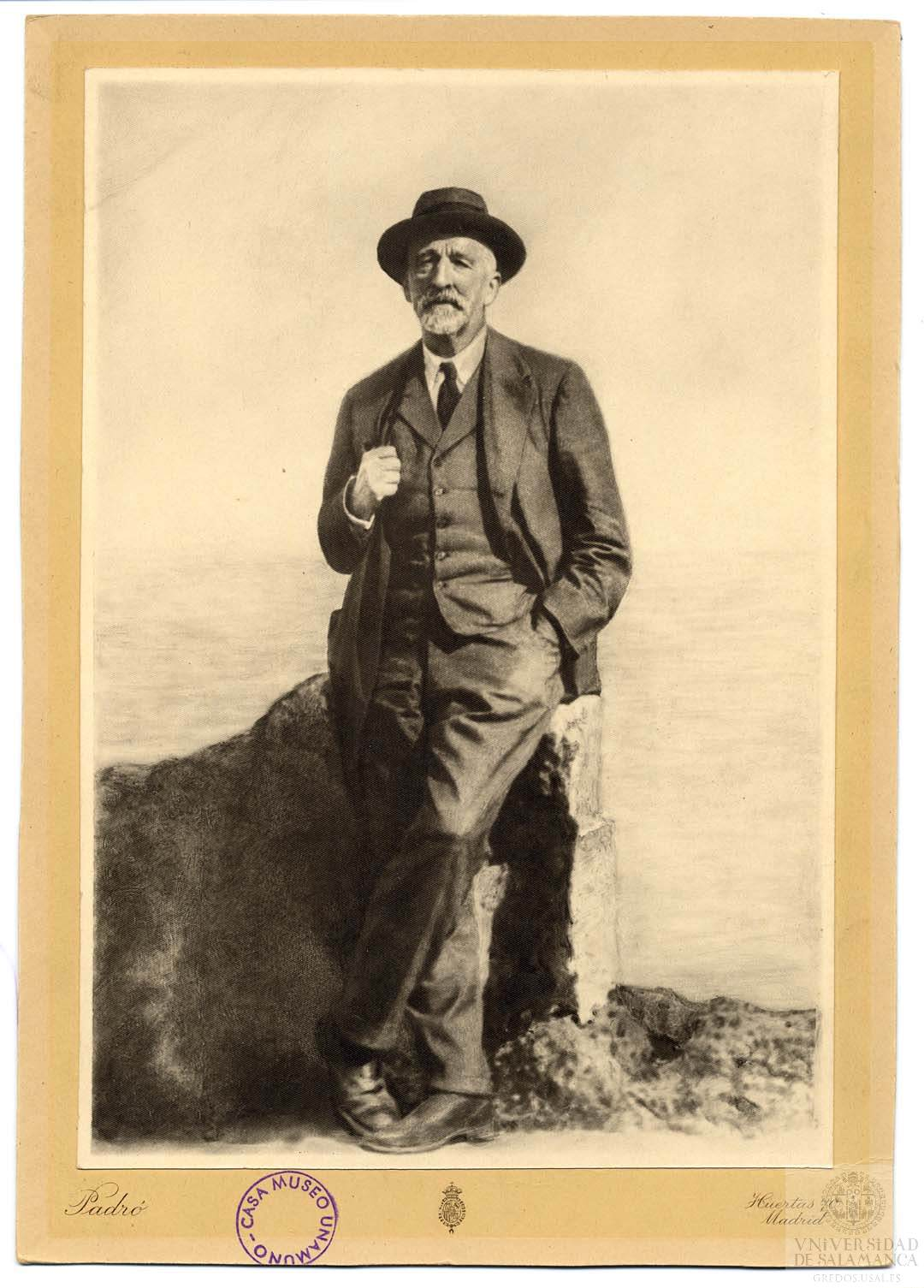
Retrato de Manuel Bartolomé Cossío (hacia 1920), por el fotógrafo José Padró (1900-1931), en su estudio de la calle Huertas de Madrid. Conservado en la Casa Museo de Unamuno (Repositorio Documental de la Universidad de Salamanca).

Las Misiones Pedagógicas fueron un proyecto de solidaridad cultural patrocinado por el Gobierno de la Segunda República Española a través del Ministerio de Instrucción Pública y Bellas Artes y desde las plataformas del Museo Pedagógico Nacional y la Institución Libre de Enseñanza. Creadas en 1931, se desmantelaron al final de la guerra civil.
Convocados por Manuel Bartolomé Cossío, presidente del Patronato de las Misiones Pedagógicas, se llegarían a reunir más de quinientos voluntarios de diverso origen: maestros, profesores, artistas, y jóvenes estudiantes e intelectuales. Entre ellos se encontraban: la filósofa María Zambrano, el dramaturgo Alejandro Casona, el cineasta José Val del Omar, el poeta Luis Cernuda, el pintor Ramón Gaya, el músico Eduardo Martínez Torner, y una nutrida «infantería» de entre la que más tarde saldrán los nombres de María Moliner, Rafael Dieste, Maruja Mallo, Diego Marín, Antonio Sánchez Barbudo, Pedro Pérez Clotet o la académica Carmen Conde y su marido Antonio Oliver. Todos ellos aportaron sus distintos saberes desde sus respectivos campos, conformando un gran proyecto interdisciplinar.
Entre 1931 y 1936, la labor del Patronato (y a pesar de los intentos de sabotaje durante el Bienio Negro), llegó a cerca de 7000 pueblos y aldeas, a través de 196 circuitos de Misiones Pedagógicas, con la participación aproximada de 600 "misioneros". Hasta el 31 de marzo de 1937, se repartieron 5.522 bibliotecas, que en conjunto sumaban más de 600.000 libros. El Coro y Teatro del Pueblo realizó 286 actuaciones, y las Exposiciones Circulantes de Pintura del Museo del Pueblo, pudieron verse en 179 localidades.

"Somos una escuela ambulante que quiere ir de pueblo en pueblo. Pero una escuela donde no hay libros de matrícula, donde no hay que aprender con lágrimas, donde no se pondrá a nadie de rodillas como en otro tiempo. Porque el gobierno de la República que nos envía, nos ha dicho que vengamos, ante todo, a las aldeas, a las más pobres, a las más escondidas y abandonadas, y que vengamos a enseñaros algo, algo que no sabéis por estar siempre tan solos y tan lejos de donde otros lo aprenden, y porque nadie hasta ahora ha venido a enseñároslo; pero que vengamos también, y lo primero, a divertiros".
Manuel Bartolomé Cossio, diciembre de 1931.

La dictadura franquista acabó con las Misiones Pedagógicas a las que calificó en un libro titulado La Institución Libre de Enseñanza: una poderosa fuerza secreta, editado en San Sebastián en 1940, de «Apostolado del Diablo».

## Introducción

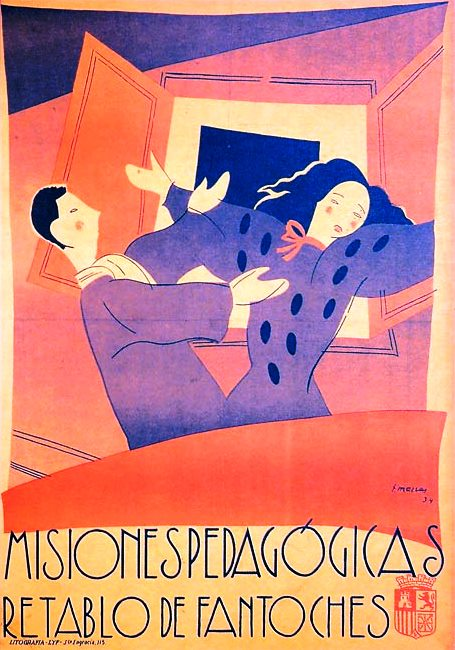
Cartel de Retablo de fantoches, de la autoría de Cándido Fernández Mazas.

Debido al retraso de la reforma educativa de España en comparación con algunos países europeos, con una tasa de analfabetismo en torno al 44% agudizada en el ámbito rural, el Gobierno de la Segunda República desarrolló las llamadas "Misiones pedagógicas". Siendo Presidente Niceto Alcalá-Zamora y Ministro de Instrucción Pública Marcelino Domingo, el 29 de mayo de 1931, se creó por Decreto el Patronato de Misiones Pedagógicas con el encargo de «difundir la cultura general, la moderna orientación docente y la educación ciudadana en aldeas, villas y lugares, con especial atención a los intereses espirituales de la población rural».
Dicho Patronato dependía del Ministerio de Instrucción Pública y Bellas Artes y estaba dirigido por una Comisión Central, cuya sede se instaló en el Museo Pedagógico Nacional, en activo desde 1882 como una de las aplicaciones de la Institución Libre de Enseñanza. Puede decirse que Patronato e Institución, parejos en objetivos y compartiendo medios y equipo de colaboradores fueron la pieza fundamental del proceso de renovación de la Enseñanza Pública que culminó en los años de la Segunda República. Ya en 1881 Francisco Giner había propuesto una serie de reformas que incluían la idea de unas Misiones Ambulantes, cuyos servicios no se materializaron hasta la creación de las Misiones Pedagógicas: el servicio de biblioteca, el museo del pueblo, el cine, el coro y el teatro del pueblo (con una sección de títeres bautizada como Retablo de fantoches).
Entre los días 17 y 25 de diciembre de 1931 se realizó la primera de esas Misiones Pedagógicas en la localidad segoviana de Ayllón.
El Patronato de las Misiones Pedagógicas tuvo como indiscutible presidente y alma ideológica a un ya anciano, enfermo y aún carismático y entusiasta Manuel Bartolomé Cossío, pero con la ayuda y eficacia de Luis Álvarez Santullano como Secretario. En la Comisión Fundadora del Patronato figuran los nombres de: José Ballester Gozalvo, Domingo Barnés (vicepresidente), Francisco Barnés Salinas, Luis Bello, Amparo Cebrián, Óscar Esplá, Rodolfo Llopis, Ángel Llorca, Antonio Machado, Lucio Martínez Gil, María Luisa Navarro Margothi, Marcelino Pascua, Enrique Rioja Lo Bianco, Pedro Salinas y Juan Uña Shartou.

"La reforma legal sólo puede sostenerse y afianzarse sobre la reforma del corazón."
Bartolomé Cossío

## Precedentes
El bajo nivel de la educación en España al final del siglo XIX, intentó atajarse con la creación, el 18 de abril de 1900, del Ministerio de Instrucción Pública y de Bellas Artes. La gran demanda social presentada hizo necesarios su reestructuración y replanteamiento. Faustino Rodríguez-San Pedro creó entonces la Junta Central de Primera Enseñanza, por real decreto del 18 de noviembre de 1907, para que asumiese las funciones del anterior organismo, además de dirigir y organizar instituciones complementarias de la escuela, clases de adultos, conferencias y "misiones pedagógicas". Dicha Junta estaba formada por renombrados personajes de la política española, como José Canalejas, Eduardo Dato, Carlos María Cortezo, Melquíades Álvarez, entre otros, y respaldada por la Institución Libre de Enseñanza y el Museo Pedagógico Nacional. Un nuevo Real Decreto del 20 de diciembre de 1907 incluyó en el programa a las Juntas provinciales de Instrucción Pública, para que apoyasen los siguientes objetivos: atender a las misiones pedagógicas, fomentar la creación y desarrollo de museos escolares y bibliotecas públicas, organizar conferencias para adultos con la intervención de personas competentes, fomentar cajas escolares, asociaciones protectoras de la infancia, colonias de vacaciones y todas aquellas instituciones que pudieran competer con la difusión de la enseñanza primaria y darle un carácter de solemnidad a la fiesta escolar. Así quedó recogido en el Real Decreto del 7 de febrero de 1908.
Los continuos cambios políticos y la precaria situación presupuestaria arrojó resultados lamentables (bajos sueldos, edificios ruinosos, mobiliario anticuado e insuficiente y escaso material escolar) hasta la proclamación de la Segunda República el 14 de abril de 1931. Se pusieron en marcha las Misiones Pedagógicas con los siguientes objetivos:

### Objetivos
- Fomentar la cultura general mediante bibliotecas populares, organización de lecturas, sesiones cinematográficas para conocer otros pueblos, sesiones musicales de coros y orquestas, audiciones por radio, exposiciones de arte con museos itinerantes.
- Orientación pedagógica con visitas a escuelas para conocer su situación con la posterior celebración de una semana o quincena pedagógica y cursillos para maestros, en los cuales les muestran o enseñan cómo dar clases a los niños y los materiales de los que disponen.
- Convocatoria de reuniones en los pueblos para revisar la estructura del estado y sus poderes.

## Organización

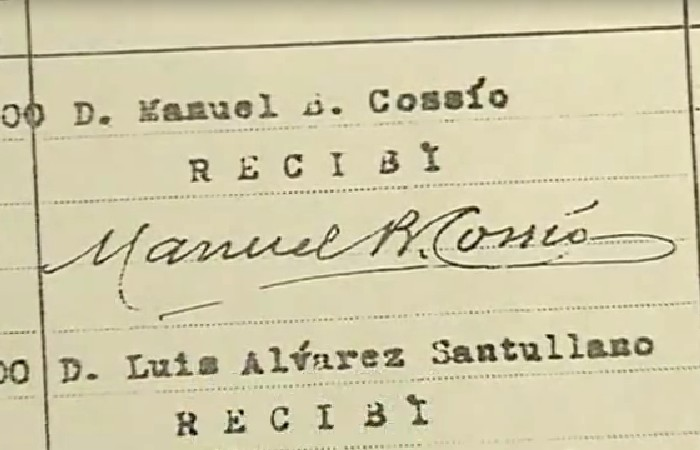
Albarán firmado por Cossío hacia 1932. Se recogen cifras de la concesión de ayuda económica y facturación de gastos para la puesta en marcha de las Misiones Pedagógicas; también figura el nombre del Secretario del Patronato de las Misiones: Luis Álvarez Santullano.

La Comisión Central y la Comisión Provincial debían estar formadas por personas cualificadas en la enseñanza y fuera de ella. Los gastos de los servicios y material correrían a cargo del Ministerio de Instrucción Pública. Manuel Bartolomé Cossío, heredero espiritual de Francisco Giner de los Ríos, en cuyas ideas se basaban las mismas Misiones, fue nombrado Presidente del Patronato; con Luis Álvarez Santullano como Secretario y Constantino Suárez en la Secretaría Técnica; como vocales se nombró a fajados institucionistas como Antonio Machado, Pedro Salinas, Amparo Cebrián y María Luisa Navarro (Orden del 6 de agosto de 1931).
Para la asignación de una misión a una determinada localidad, era necesario que ésta realizase una propuesta acompañada de un informe que recogiera datos sobre la geografía, economía, distribución de la población, situación cultural y escolar, ambiente social, comunicaciones, itinerario posible y cualquier otra peculiaridad de la comarca que pudiera ser útil para la organización de la futura misión. A pesar de las dificultades iniciales, a los pocos meses las solicitudes eran tantas que fue imprescindible una selección, dando preferencia a los pueblos más pequeños y aislados.
Las misiones no tenían una duración fija, que podía oscilar entre uno y quince días, dependiendo de las actividades programadas en cada lugar y del itinerario pendiente. El equipo misionero, encargado de llevar a cabo las actividades, disponía de proyectores, gramófonos, escenarios de sencillo y rápido montaje, proyecciones de películas educativas o de recreo; representaciones teatrales, musicales o corales; conferencias seguidas de coloquios; charlas sobre temas profesionales, sanitarios y de educación cívica, etc. Una vez terminada la visita, se entregaba al maestro una pequeña biblioteca para instalar en la escuela y, en ocasiones, un gramófono con un pequeño lote de discos. Estas modestas bibliotecas, pese a ubicarse normalmente en las escuelas, estaban dirigidas al conjunto de la población para despertar su afición por la lectura y elevar su nivel cultural. Éste era el único servicio que permanecía, una vez que la misión marchaba a otro lugar.

## Servicios prestados

### Bibliotecas en las misiones pedagógicas
La administración de la biblioteca correspondía al Consejo Local de Primera Enseñanza, que redactaría un reglamento, aprobaría su presupuesto, organizaría lecturas públicas y conferencias, y celebraría fiestas y colectas. También tramitaría el intercambio de libros con otras bibliotecas y propondría al inspector de primera enseñanza las nuevas adquisiciones. A su vez, los inspectores, en sus visitas por las escuelas, debían de informar sobre el estado de las bibliotecas. Se encomendó la gestión de las bibliotecas rurales en su mayoría a maestros y en ciertas circunstancias a personas de instrucción. En cada biblioteca, el maestro realizaba la gestión del catálogo de libros, llevaba la contabilidad, el registro de los libros prestados y elaboraba un informe al final del año, en el cual indicaba el movimiento de la biblioteca y la situación de caja. Todo ello, sin recibir ninguna retribución a cambio.

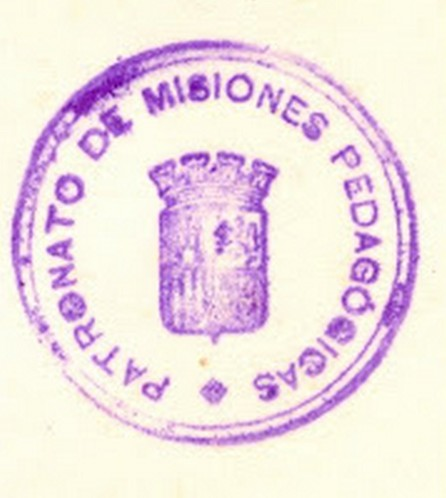
Sello del Patronato de las Misiones Pedagógicas.

El Servicio de Bibliotecas, coordinado por los bibliotecarios María Moliner y Juan Vicens de la Llave, y con la ayuda de un joven Luis Cernuda, fue sin duda el más importante de los siete que puso en marcha el Patronato; a él se destinó casi el 60 % del presupuesto general en sus tres primeros años de funcionamiento, lo que permitió la creación de 5.522 bibliotecas. El ritmo de creación de bibliotecas no fue siempre el mismo, pues tras el gran impulso de los primeros años, los recortes presupuestarios que en 1935 finalmente consiguieron ejecutar los partidos de la confederación de derechas católicas en el poder (a los que Américo Castro calificó de dinamiteros de la cultura), minaron la efectividad del proceso. A pesar de las dificultades en su etapa final, las Misiones Pedagógicas fueron capaces de establecer una biblioteca en el 11,3% del total de escuelas primarias existente en España, en tan solo cinco años de vida.
Las bibliotecas se instalaron en localidades menores de 5.000 habitantes, donde residía más del 40% de la población española, y preferentemente en aldeas de 50, 100 y 200 personas. Se trataba de pequeños núcleos mal comunicados con los municipios a los que pertenecían, y en los que no se contaba con ningún medio de acceso a la cultura. Aunque el Patronato intentó que la distribución de bibliotecas entre las distintas provincias resultase equilibrada, no fue posible debido al desigual número de peticiones y a que en algunas provincias había muy pocas localidades con menos de 5.000 habitantes, mientras que en otras solo la capital de la provincia superaba este número. De esta forma es comprensible que en provincias como Oviedo, León, Pontevedra, Huesca, Soria y Salamanca se crearan más de 150 bibliotecas, y sin embargo en Córdoba, Sevilla, Cádiz, Huelva, Guipúzcoa, Álava, Teruel y Ciudad Real no se llegase a las 50. Cada biblioteca recibía una caja que contenía una colección de 100 volúmenes de sólida encuadernación, acompañados de talonarios para el préstamo, fichas especiales para la estadística, hojas de papel para forrar los libros y registros con indicaciones para el cuidado de los libros. Dichas colecciones podían organizarse:
- Lecturas para adultos: se trataba de obras de literatura española y universal pero también incluía tratados sobre ciencia, técnica, sanidad, historia, etc.
- Lecturas para niños: en lotes de menores dimensiones y compuestos en su mayoría por cuentos o adaptaciones de grandes obras de literatura, libros de aventuras y obras de consulta.

La biblioteca se instalaba en la escuela, bajo la vigilancia del maestro, pero los lotes de libros eran fruto de una concienzuda selección a cargo del Patronato, que iba ampliando la colección en función de los gustos o peticiones de los lectores de aquella época.
La Biblioteca estaba a disposición de los niños durante todo el día y como complemento de la docencia, durante la jornada laboral; una vez terminada, se abrían las puertas de la Biblioteca para el resto de la vecindad, pudiendo consultar obras o disponer de los libros en casa en forma de préstamo. La acogida de las Bibliotecas resultó sorprendente, recogiéndose un progresivo número de lectores entre 1931 y 1933, que alcanzó los 269.325 usuarios. El proyecto, sin embargo, contó en muchas ocasiones con la oposición y a veces el sabotaje de algunas autoridades civiles, miembros de partidos conservadores y curas rurales.

#### Precedente de las Bibliotecas Populares
Las ya existentes bibliotecas populares habían sido el único precedente de lo que fueron las bibliotecas creadas por las Misiones Pedagógicas, en particular las de Cataluña y Madrid, por sus fondos y número de lectores. Un caso especial fue la Biblioteca Popular Circulante de Castropol, fundada en 1922, que llegó a contar con quince sucursales diseminadas por su comarca, desarrollando un amplio programa de extensión cultural: teatro popular, folklore local, conferencias, proyecciones cinematográficas, publicación de boletines, exposiciones.

### Música
La música se añadió a todos los programas, tanto de adultos como de niños. Además del canto gregoriano, pasajes de zarzuela y música lírica regional española, se incluyeron obras de Bach, Beethoven, Schubert, Mozart, Haendel, etc. Los niños escuchaban la música en la escuela, mientras que los adultos lo hacían por las noches o en días festivos. Algunos maestros se desplazaban a los pueblos vecinos dejando un gramófono y una colección de discos que se iba renovando cada cierto tiempo.

### Cine y proyecciones fijas
En muchos de los pueblos a los que se acudió con los equipos de cine, se mostraban por primera vez las imágenes en movimiento. Para las proyecciones fijas, se disponía de un epidiáscopo, un episcopio, y dos proyectores de diapositivas. En algunos, al no haber electricidad se utilizó un generador autónomo de gasolina. Las diapositivas podían ser retratos artísticos, históricos, geográficos, y cuadros de Van Gogh, Fra Angélico, Van Dyck, Rubens, Velázquez, etc. Se dispuso de un total de 2.395 proyecciones cinematográficas. Fue determinante la experiencia del joven cineasta Val del Omar.

### Coro y Teatro del Pueblo
Las Misiones pedagógicas también contaron entre sus herramientas educativas con proyectos de teatro itinerante. El más importante fue el "Teatro ambulante" o Teatro del pueblo, dirigido por Alejandro Casona y formado por jóvenes estudiantes universitarios, en algunos casos antiguos alumnos de la Institución Libre de Enseñanza. El proyecto fue contemporáneo al de la compañía de teatro universitario La Barraca de Federico García Lorca y Eduardo Ugarte. El Teatro del pueblo se desarrolló junto con el Coro que dirigía el investigador y compositor Eduardo Martínez Torner.
El "Teatro del pueblo" era un teatro "elemental, ambulante, de fácil montaje, sobrio de fondos y de ropajes" que a menudo se representaba al aire libre, como hicieron en su día los cómicos de la legua. Lo formaban jóvenes actores aficionados, de ambos sexos. Las escuelas o el ayuntamiento les servían de vestuario y para desplazarse utilizaban los autobuses de línea. A medida que su labor se fue conociendo, su llegada a los pueblos, recibida inicialmente con desconfianza, fue acogida cada vez con más entusiasmo y alegría. Sin embargo, a pesar de la colaboración de maestros e incluso párrocos y alcaldes, algunos sectores de la población consideraron su presencia como "actividad propagandística de intelectuales y rojos tendente a malear al pueblo".
Adaptadas por el propio Casona, se seleccionaron, entre otras piezas: una Égloga de Juan del Encina; La Carátula, El Convidado y Las Aceitunas de Lope de Rueda; Los Alcaldes de Daganzo y El Juez de los Divorcios de Cervantes; y El Dragoncillo de Calderón de la Barca. En los intermedios se cantaban romances tradicionales, cantigas y otras formas musicales populares. Al final se repartían copias de romances como: El Conde Olinos; La Loba Parda; El Pastor Desesperado; La Condesita y Misa de Amor.
Tras una primera actuación en un pueblo toledano en 1932, se recorrieron 115 pueblos de Madrid, Ávila, Segovia, Toledo, Cuenca, Ciudad Real y Guadalajara.

### Museo circulante

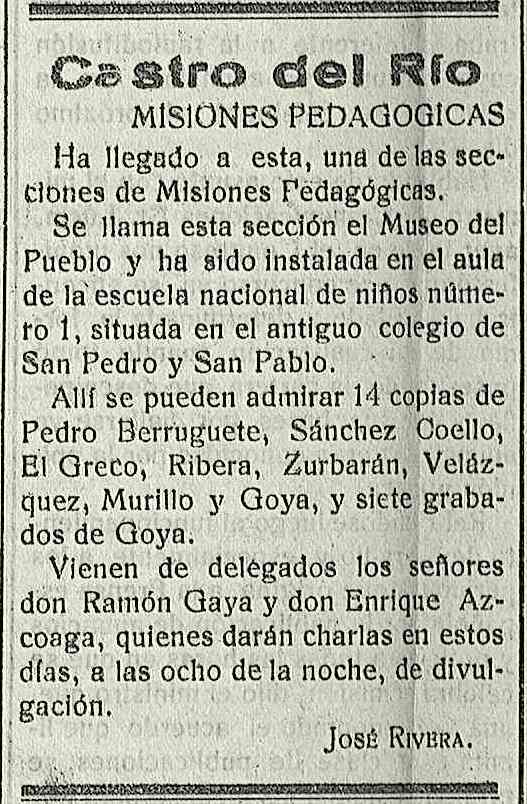
Anuncio de la llegada de las Misiones Pedagógicas a Castro del Río (1935)

Con el "museo circulante" se intentó acercar al pueblo llano la obra de grandes genios de la pintura, por medio de copias, algunas de ellas, de tamaño similar al de los originales. La idea era que tomasen conciencia de que aquel tesoro nacional también era suyo, aunque en condiciones normales nunca tuviesen la oportunidad de disfrutarlo.
Se llegaron a completar dos colecciones circulantes: la primera estaba integrada por catorce copias de cuadros del Museo del Prado, realizadas en su mayor parte por Bonafé, Gaya y Vicente. En la segunda, que incluía grabados de Francisco de Goya, y otras copias de obras de la Real Academia de San Fernando y el Museo Cerralbo, participaron además los pintores Ismael González de la Serna y Luis Blesa. La coordinación estuvo a cargo del murciano Ramón Gaya.
Los cuadros, bien embalados, eran transportados en un camión hasta los pueblos donde días antes se habían anunciado con carteles. Algunos miembros voluntarios preparaban el local para la exposición, y mientras duraba esta se daba información sobre los autores de las obras, y se atendían las preguntas o dudas de los asistentes. Por la mañana se visitaba el "museo" y por la noche se hacían proyecciones de otros cuadros. Cuando había presupuesto, se regalaban fotografías de los cuadros en fototipia o huecograbado. Se intentaba que las exposiciones coincidiesen con fiestas o ferias locales y alcanzasen al menos una semana duración.

### Guiñol y retablo de "fantoches"
Gracias a misioneros como Miguel Prieto Anguita o Diego Marín, el Retablo de fantoches o Teatro Guiñol, dirigido en su último tramo de existencia por Rafael Dieste, pudo suplir las dificultades del Coro y el Teatro del Pueblo para llegar hasta lugares lejanos y de comunicación complicada. La primera función de teatro de títeres se dio en Malpica de Bergantiños (La Coruña), donde en apenas dos tardes y en pésimas condiciones, los titiriteros tuvieron que improvisar los fantoches y el teatrillo con recortes de papel.
El segundo guiñol se representó en León con mejores materiales y más tiempo de preparación. Para las marionetas se usaron papel, pasta, yeso y cola, y en pocos días dispusieron de dieciocho cabezas. Más tarde y con la ayuda de una costurera y un carpintero se puso en marcha otro guiñol en pueblos leoneses y castellanos.
Los argumentos de las farsas eran creación de los propios participantes con la consigna de “despertar en el pueblo emociones regocijadas y primitivas, pero también fecundas, dignas y limpias”. La primera farsa para teatro de títeres se titulaba: El dragón y su paloma.

### Cursos para maestros
Por falta de personal directivo, se montaron dos cursos para dar cumplimiento a la legislación. El primer curso se realizó en San Martín de la Vega (Madrid) en 1932. Asistieron cuatro maestros y tres maestras. Cada sesión empezaba a las 9 de la mañana, hasta diferentes horas de la tarde o noche. Los temas eran Literatura y Geografía, con participación de maestros y prácticas sobre educación moral y cívica. El curso estuvo a cargo de Modesto Medina y Alejandro Rodríguez, más conocido como Alejandro Casona.
El Segundo curso se impartió en el Centro de Colaboración Pedagógica de Fuentepelayo (Segovia) en 1933. Acudieron diez maestros y diez maestras (entre ellos, Dolores Ballesteros, López Velasco, Pablo de Andrés Cobos, Gutiérrez Moreno y Vicente Valls). Las prácticas fueron de diferentes materias, en sesiones de mañana y tarde, contando con la participación de los niños.

### Misioneros
De la larga lista de precursores, promotores, colaboradores y participantes en el proyecto de las Misiones Pedagógicas, resulta interesante entresacar algunos nombres:
- Luis Bello, autor de los cuatro tomos del "Viaje por las Escuelas de España", reeditados por la Junta de Castilla y León en 2005.
- María Zambrano, misionera en Huesca, Cáceres y Cuenca en 1933.[17][18]

## Final
"No comprendo por qué odian de esa manera a las Misiones. Las Misiones no hacen más que educar. Y a España la salvación ha de venirle por la educación."
Manuel Bartolomé Cossío. (Publicado en el diario Heraldo de Madrid del 3 de septiembre, a raíz de su fallecimiento en la madrugada del día anterior).

En 1935, el proyecto de las Misiones se modificó, para paliar el recorte radical en la asignación económica aprobado por los grupos de derecha en el gobierno, agrupados en la Confederación Española de Derechas Autónomas (CEDA), coalición de partidos políticos católicos de derechas; unos costes dicho sea de paso que no podían ser muy importantes considerando que el personal era voluntario y muchos de los materiales fueron donados o regalados por familias republicanas a través de las bibliotecas populares. Para compensar el desgaste, se dio mayor peso a las delegaciones locales, que se habían ido creando a medida que se fue disponiendo de grupos comprometidos en distintas partes del país.
El 18 de julio de 1936 un golpe militar desencadenó la guerra civil. Entre julio y septiembre de ese año, con los misioneros que quedaban en Madrid, por no haberse incorporado a las unidades de combate o de servicios, se formaron catorce equipos de tres personas que llegaron a concluir algunas actividades. En octubre de 1936 se nombró una Comisión de Propaganda Cultural dentro del propio Patronato de las Misiones Pedagógicas, de modo que sus actividades, en especial el archivo gráfico y fílmico, se orientaron en defensa de la República. La infraestructura del sistema bibliotecario de las Misiones Pedagógicas continuó activa en la medida de lo posible hasta el final de la guerra.

### Bibliotecas de Cultura Popular (1936 a 1938)
Entre 1936 y 1938, Teresa Andrés Zamora dirigió y coordinó las bibliotecas del Comité Nacional de Cultura Popular, dando cierta continuidad a la labor de las Misiones Pedagógicas, aunque con planteamiento sindicalistas y más politizados, y dirigidos preferentemente a la difusión cultural en las trincheras y los hogares del soldado.

### El final

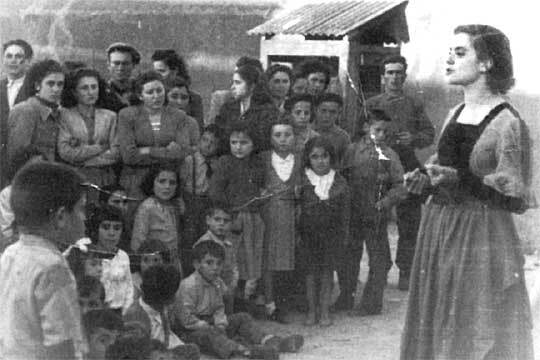
Maestra rural hacia 1936.

Los casi seiscientos españoles que habían colaborado directamente con las Misiones Pedagógicas sufrieron toda clase de destinos. Algunos "misioneros" murieron asesinados nada más estallar la guerra; otros se enrolaron en las Milicias de la Cultura o en las Brigadas Volantes; y muchos de ellos fueron encarcelados, expedientados o exiliados. También se dio el caso de algunos que se integraron en las filas franquistas.
Tras la guerra civil española, dentro del proceso de depuración del magisterio español, la Institución Libre de Enseñanza fue saqueada, defenestrada y declarada ilegal y "altamente perniciosa".

La Dictadura franquista destruyó la acción bibliotecaria republicana, pero afloró en América Latina, donde el personal bibliotecario exiliado pudo conformar un segundo renacimiento cultural en el exilio.

## Difusión en América
El modelo de las Misiones Pedagógicas desarrollado por la Segunda República Española tuvo cierta continuación en América. Así lo intentaron: Cristóbal Simancas, en Colombia, y otro "misionero", Herminio Almendros, en Cuba.
En Uruguay, en 1945 los estudiantes normalistas de Montevideo organizaron la primera misión pedagógica al pueblo de Caraguatá.
También debería mencionarse aquí el Proyecto de Teatro Federal (PTF), desarrollado en Estados Unidos entre 1935 y 1939, por la coincidencia de objetivos y el hecho singular de ser iniciativas contemporáneas.